# Sade (Sertab Erener)
Sade is het tiende album van de Turkse singer-songwriter Sertab Erener.

## Nummers
1. Dönmüyorsun
2. İyileşiyorum
3. Öyle de Güzel
4. Cumartesi Pazar
5. Çocuktuk Bir Zamanlar
6. Söz
7. Sade
8. Oyna
9. Karalama Defteri
10. Acıtır
11. Sus
12. Dönmüyorsun (Remix)
13. Cumartesi Pazar (Remix)
14. Söz (A capella versie)